# Christian Rehren
Christian Alejandro Rehren Bargetto (Los Andes, 8 de julio de 1956) es un diplomático chileno, se desempeñó como Embajador de Chile en Tailandia entre 2017 y 2021. También lo fue en Malasia entre 2012 y 2015.

## Biografía
Christian Rehren ingresó en 1981 a la Academia Diplomática Andrés Bello. Ha sido embajador de Chile en Ecuador, el Salvador, Rumania, Reino Unido y Japón, siendo además Cónsul en Sofía, Bulgaria. Durante su extensa trayectoria en el servicio exterior ha desempeñado importantes roles. Fue consejero de la Misión Permanente de Chile ante Naciones Unidas en Nueva York y mientras Chile fue miembro del Consejo de Seguridad de dicho organismo, entre 2003 y 2004, fue el responsable de los temas relacionados con Medio Oriente.
Anteriormente, Rehren estuvo destinado como embajador de Chile en Ecuador, El Salvador, Rumania, Reino Unido y Japón, siendo además Cónsul en Sofía, Bulgaria.
Al interior del Ministerio de Relaciones Exteriores, Rehren ha cumplido funciones en distintas direcciones de la cancillería como la Dirección General de Política Exterior y en la Dirección de Política Multilateral.
Adicionalmente, Christian Rehren ha representado a Chile en numerosas Cumbres, Conferencias Internacionales y proceso de negociación especiales del Sistema de Naciones Unidas y del Sistema Interamericano. En 2007, le correspondió coordinar la Secretaría Pro Témpore de la XVII Cumbre Iberoamericana de Jefes de Estado y de Gobierno, efectuada en Santiago.
En noviembre de 2013 falleció su cónyuge Norma Marincovich Romero sus funerales se llevaron a cabo el 6 de ese mismo mes y año en el Cinerario del Hogar de Cristo (Avda. Recoleta 4421).
Rehren es autor de las publicaciones «Recursos y Prioridades de Política Exterior: Un estudio comparado entre Chile y Reino Unido» (Londres, 1999), y «Desde Guadalajara a Santiago de Chile: Utopías y realidades de las Cumbres Iberoamericanas» (Santiago, 2006).